# Sainte-Hélène (Saône-et-Loire)
Pour les articles homonymes, voir Sainte-Hélène.
Sainte-Hélène est une commune française située dans le département de Saône-et-Loire, en région Bourgogne-Franche-Comté.

## Géographie

### Situation géographique
Village situé à 16 km au sud-ouest de Chalon-sur-Saône et à 18 km au sud-est du Creusot, Sainte-Hélène a la particularité de se trouver sur un axe européen, la RCEA ou RN 80, tout en ayant préservé son cadre rural et tranquille. Le village est accessible par l'échangeur no 5 de la RCEA. Il est situé aux confins de trois régions : la Côte chalonnaise et ses vins ; le Charolais et son élevage réputé pour sa viande bovine (race charolaise) ; et le Morvan, terre granitique.

### Hydrographie

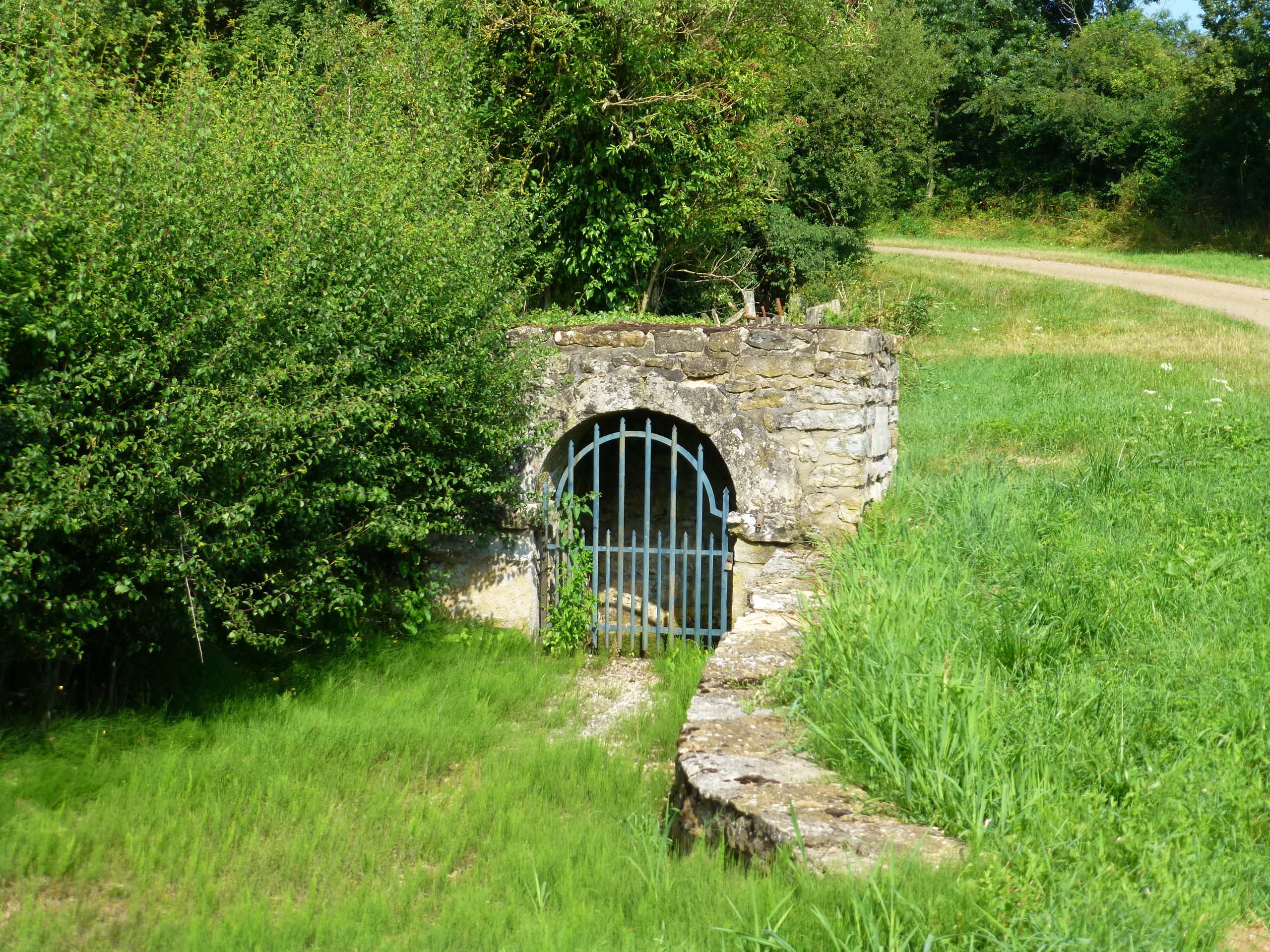
La source de la Guye.

La source de la Guye se trouve sur la commune, au nord-ouest de Sainte-Hélène, où elle est matérialisée par une fontaine. Elle traverse la commune en direction approximative nord-ouest/sud-est, frôle la limite de commune avec Moroges, puis un peu plus loin celle avec Bissey-sous-Cruchaud juste avant de passer sur le territoire de Sassangy.

### Climat
Pour des articles plus généraux, voir Climat de la Bourgogne-Franche-Comté et Climat de Saône-et-Loire.
En 2010, le climat de la commune est de type climat océanique dégradé des plaines du Centre et du Nord, selon une étude du Centre national de la recherche scientifique s'appuyant sur une série de données couvrant la période 1971-2000. En 2020, Météo-France publie une typologie des climats de la France métropolitaine dans laquelle la commune est exposée à un climat océanique altéré et est dans la région climatique Bourgogne, vallée de la Saône, caractérisée par un bon ensoleillement (1 900 h/an), un été chaud (18,5 °C), un air sec au printemps et en été et des vents faibles.
Pour la période 1971-2000, la température annuelle moyenne est de 10,6 °C, avec une amplitude thermique annuelle de 17,5 °C. Le cumul annuel moyen de précipitations est de 849 mm, avec 11,7 jours de précipitations en janvier et 7,2 jours en juillet. Pour la période 1991-2020, la température moyenne annuelle observée sur la station météorologique de Météo-France la plus proche, « St-Maurice-lès-Couches_sapc », sur la commune de Saint-Maurice-lès-Couches à 14 km à vol d'oiseau, est de 11,5 °C et le cumul annuel moyen de précipitations est de 803,5 mm. 
La température maximale relevée sur cette station est de 40,4 °C, atteinte le 12 août 2003 ; la température minimale est de −16,7 °C, atteinte le 20 décembre 2009,,.
Les paramètres climatiques de la commune ont été estimés pour le milieu du siècle (2041-2070) selon différents scénarios d'émission de gaz à effet de serre à partir des nouvelles projections climatiques de référence DRIAS-2020. Ils sont consultables sur un site dédié publié par Météo-France en novembre 2022.

## Urbanisme

### Typologie
Au 1er janvier 2024, Sainte-Hélène est catégorisée commune rurale à habitat dispersé, selon la nouvelle grille communale de densité à sept niveaux définie par l'Insee en 2022.
Elle est située hors unité urbaine. Par ailleurs la commune fait partie de l'aire d'attraction de Chalon-sur-Saône, dont elle est une commune de la couronne,. Cette aire, qui regroupe 109 communes, est catégorisée dans les aires de 50 000 à moins de 200 000 habitants,.

### Occupation des sols
L'occupation des sols de la commune, telle qu'elle ressort de la base de données européenne d’occupation biophysique des sols Corine Land Cover (CLC), est marquée par l'importance des territoires agricoles (78,7 % en 2018), une proportion identique à celle de 1990 (78,7 %). La répartition détaillée en 2018 est la suivante : prairies (57,9 %), forêts (21,3 %), zones agricoles hétérogènes (11,1 %), terres arables (9,7 %). L'évolution de l’occupation des sols de la commune et de ses infrastructures peut être observée sur les différentes représentations cartographiques du territoire : la carte de Cassini (XVIIIe siècle), la carte d'état-major (1820-1866) et les cartes ou photos aériennes de l'IGN pour la période actuelle (1950 à aujourd'hui).

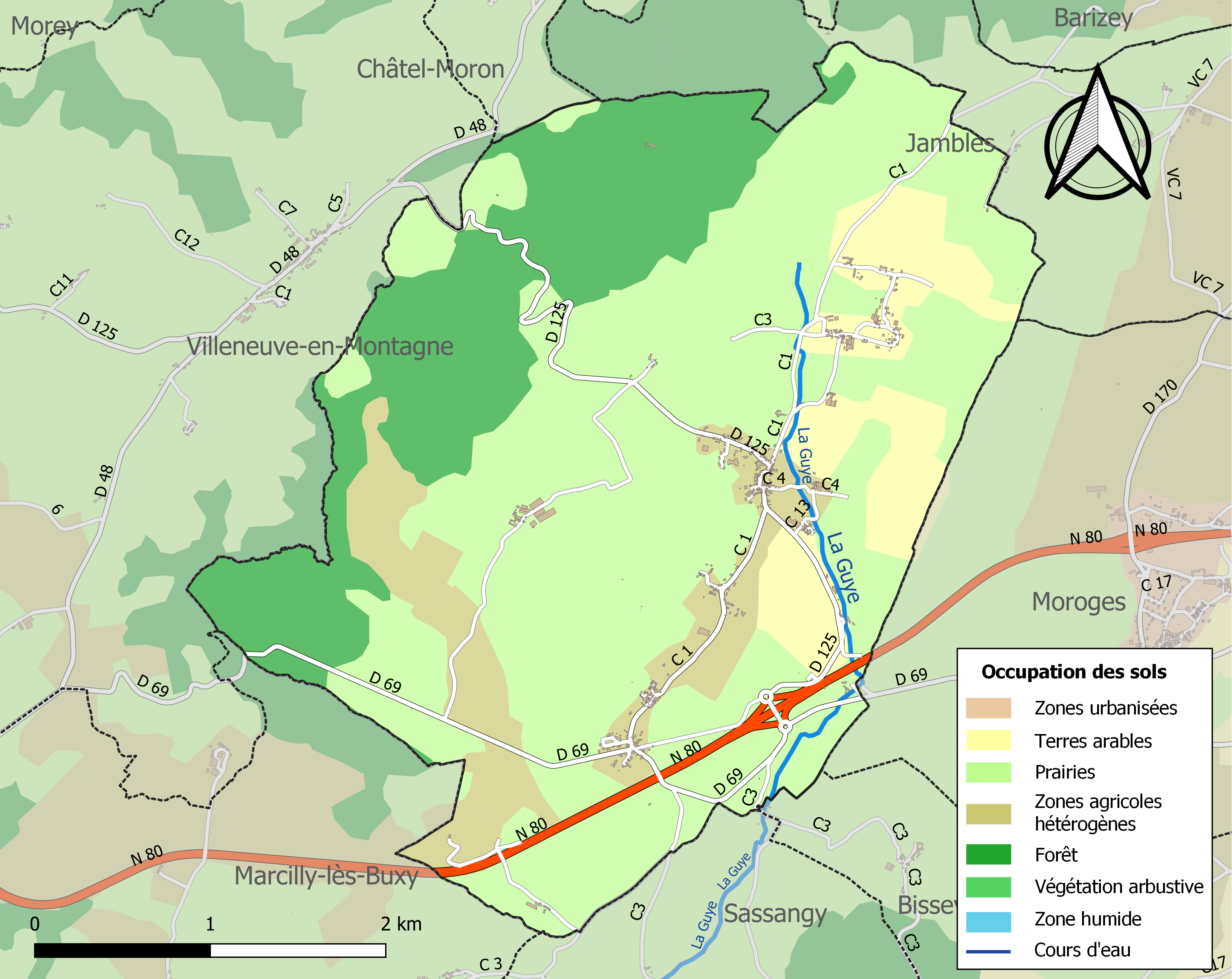
Carte des infrastructures et de l'occupation des sols de la commune en 2018 (CLC).

## Politique et administration
| Période                                  | Période   | Identité                | Étiquette | Qualité |
| ---------------------------------------- | --------- | ----------------------- | --------- | ------- |
| mars 1989                                | mars 2008 | Joëlle Devineau-Juillet | Droite    |         |
| mars 2008                                | mars 2014 | Jean Marc Grenier       |           |         |
| mars 2014                                | 2020      | Hubert Grousson         |           | Maire   |
| mars 2020                                | 2026      | Carine Fossier          |           | Maire   |
| Les données manquantes sont à compléter. |           |                         |           |         |

## Démographie
L'évolution du nombre d'habitants est connue à travers les recensements de la population effectués dans la commune depuis 1793. Pour les communes de moins de 10 000 habitants, une enquête de recensement portant sur toute la population est réalisée tous les cinq ans, les populations de référence des années intermédiaires étant quant à elles estimées par interpolation ou extrapolation. Pour la commune, le premier recensement exhaustif entrant dans le cadre du nouveau dispositif a été réalisé en 2006.

En 2022, la commune comptait 510 habitants, en évolution de −1,73 % par rapport à 2016 (Saône-et-Loire : −1,06 %, France hors Mayotte : +2,11 %).
| 1793 | 1800 | 1806 | 1821 | 1831 | 1836 | 1841 | 1846 | 1851 |
| ---- | ---- | ---- | ---- | ---- | ---- | ---- | ---- | ---- |
| 521  | 605  | 640  | 654  | 661  | 739  | 672  | 755  | 724  |

| 1856 | 1861 | 1866 | 1872 | 1876 | 1881 | 1886 | 1891 | 1896 |
| ---- | ---- | ---- | ---- | ---- | ---- | ---- | ---- | ---- |
| 734  | 727  | 681  | 619  | 664  | 586  | 611  | 618  | 552  |

| 1901 | 1906 | 1911 | 1921 | 1926 | 1931 | 1936 | 1946 | 1954 |
| ---- | ---- | ---- | ---- | ---- | ---- | ---- | ---- | ---- |
| 526  | 526  | 480  | 236  | 405  | 187  | 317  | 317  | 284  |

| 1962 | 1968 | 1975 | 1982 | 1990 | 1999 | 2006 | 2011 | 2016 |
| ---- | ---- | ---- | ---- | ---- | ---- | ---- | ---- | ---- |
| 261  | 219  | 220  | 293  | 289  | 399  | 410  | 459  | 519  |

| 2021 | 2022 | - | - | - | - | - | - | - |
| ---- | ---- | - | - | - | - | - | - | - |
| 520  | 510  | - | - | - | - | - | - | - |

## Vie locale

### Enseignement
Il y a une école primaire, avec cantine et garderie.

### Sports, associations
Il y a une dizaine d'associations, des animations touchant les sports mécaniques (rallye, motos anciennes), une ouverture sur le tourisme vert grâce à ses chemins de randonnées, (balade verte circuit no 24).

### Autres
Une maison de retraite qui accueille les personnes âgées grâce à la résidence Saint-Antoine.

## Culture locale et patrimoine

### Lieux et monuments
- L'église Saint-Symphorien, qui fut donnée aux chanoines de Saint-Vincent de Chalon en 1295 par Guillaume de Bellevesvre, évêque de Chalon et dont le clocher abrite deux cloches, l'une datée de 1819 et l'autre fondue en 1988 par la Fonderie Paccard à Annecy[17].

## Pour approfondir